# August Grisebach
August Heinrich Rudolf Grisebach (Hannover, 17 april 1814 – Göttingen, 9 mei 1879) was een Duits botanicus en hoogleraar. Hij wordt beschouwd als een van de grondleggers van de plantengeografie.

## Biografie
Grisebach studeerde aan het lyceum van Hannover, de kloosterschool in Ilfeld en de Georg-August-Universität Göttingen. In 1836 studeerde hij af in de geneeskunde aan de Humboldtuniversiteit van Berlijn. Hij ondernam expedities naar het Ottomaanse Rijk, de Provence, Balkan en Noorwegen. In 1837 werd Grisebach associate professor en in 1847 full professor aan de medische faculteit van de Georg-August-Universität Göttingen. In 1838 introduceerde hij het vegetatiekundige begrip 'formatie', dat later door tal van vegetatiekundigen werd overgenomen. In 1875 werd Grisebach benoemd tot directeur van de botanische tuin (Alter Botanischer Garten Göttingen) van de voornoemde universiteit.
Hoewel zijn voornaamste interessegebieden plantengeografie en -systematiek waren, met name de gentiaanfamilie (Gentianaceae) en Malpighiaceae, beschouwde hij zijn Flora of the British West Indian Islands als zijn belangrijkste werk. Een groot deel van zijn collectie, met name de typen van soorten die door hem zijn beschreven, zijn ondergebracht in het Herbarium van Göttingen. Zijn taxonomische classificatie is uiteengezet in zijn Grundriss der systematischen Botanik (1854).

## Beschreven plantentaxa

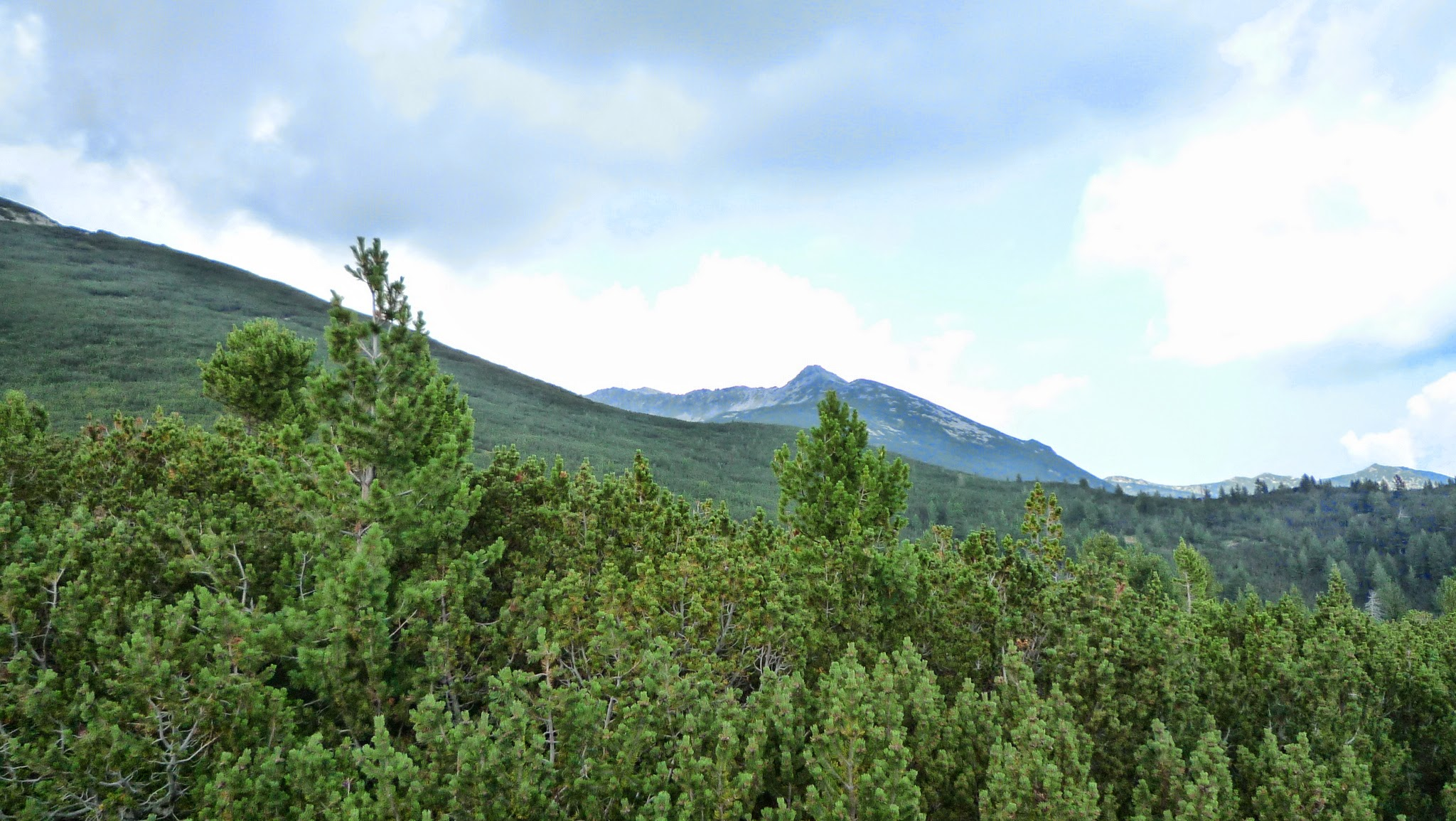
Macedonische den werd in 1845 voor het eerst wetenschappelijk beschreven door Grisebach. In 1863 haalde hij de soort naar West-Europa.

In de onderstaande lijst staan taxa van planten – chronologisch gesorteerd op taxonomische rang – waarvan Grisebach (mede)taxonauteur is, en die een artikel op de Nederlandstalige Wikipedia hebben.
Families
- Ixerbaceae Griseb. 1854

Genera
- Phacelurus Griseb. 1846
- Ptilagrostis Griseb. 1852
- Arctagrostis Griseb. 1852
- Brachiaria (Trin.) Griseb. 1853
- Carpodiptera Griseb. 1860
- Anechites Griseb. 1861
- Triscenia Griseb. 1863
- Tristaniopsis Brongn. & Griseb. 1863
- Calyptronoma Griseb. 1864
- Tetralix Griseb. 1866
- Asciadium Griseb. 1866
- Paratheria Griseb. 1866
- Achlaena Griseb. 1866
- Lasiacis (Griseb.) Hitchc. 1910

Soorten
- Pinus peuce Griseb. 1845 — Macedonische den
- Schenkia sebaeoides Griseb. 1853
- Enterolobium cyclocarpum (Jacq.) Griseb. 1860 — olifantsoorboom
- Casearia tremula (Griseb.) Griseb. ex C.Wright 1868
- Bulnesia sarmientoi Lorentz ex Griseb. 1879 — guaiac
- Banisteriopsis caapi (Spruce ex Griseb.) C.V.Morton 1931

Ondersoorten
- Dactylorhiza maculata subsp. elodes (Griseb.) Soó 1962 — tengere heideorchis

- Bibsys: 1063440
- Biblioteca Nacional de España: XX1291111
- Bibliothèque nationale de France: cb12179837s (data)
- Author citation (botany): Griseb.
- CiNii: DA15181452
- Gemeinsame Normdatei: 116855517
- International Standard Name Identifier: 0000 0001 0908 7999
- Library of Congress Control Number: n82122013
- Nationale Bibliotheek van Tsjechië: mub2016931282
- Nationale bibliotheek van Australië: 35167945
- Nationale Bibliotheek van Israël: 987007272405105171
- Nederlandse Thesaurus van Auteursnamen: 069787565
- Réseau des bibliothèques de Suisse occidentale: 02-A003321130
- Istituto Centrale per il Catalogo Unico: PUVV225120
- LIBRIS: 328258
- Système universitaire de documentation: 030369177
- Museum of New Zealand Te Papa Tongarewa: 50786
- Trove: 849515
- Virtual International Authority File: 64049508
- WorldCat: E39PBJcwCxR6jbF8Txb4qvD8YP